# Múcura (paroisse civile)
Pour les articles homonymes, voir Mucura.
Múcura est l'une des cinq divisions territoriales et statistiques dont l'une des quatre paroisses civiles de la municipalité de Francisco de Miranda dans l'État d'Anzoátegui au Venezuela. Sa capitale est Múcura. Pour autant, la paroisse civile n'est pas représentée dans la cartographie correspondante des données statistiques dans la loi du 27 juin 1995.

## Géographie

### Démographie
Hormis sa capitale Múcura, la paroisse civile possède plusieurs localités dont :
- Múcura